# 新霍伊瑟尔
新霍伊瑟尔是德国莱茵兰-普法尔茨州的一个市镇。总面积1.67平方公里，总人口1974人，其中男性963人，女性1011人（2011年12月31日），人口密度1 182人/平方公里。